# Paradise Tour
Il Paradise Tour è il secondo tour mondiale della cantautrice statunitense Lana Del Rey, a supporto del suo secondo EP Paradise (2012).

## Scaletta
1. Intro/Let The Light In
2. Cola
3. Body Electric
4. Gods and Monsters
5. Blue Jeans
6. Born to Die
7. Heart-Shaped Box (cover dei Nirvana)
8. Dark Paradise
9. Carmen
10. Million Dollar Man
11. Young and Beautiful
12. Blue Velvet
13. American
14. Without You
15. Knockin' on Heaven's Door (cover di Bob Dylan)
16. Monologue/Ride
17. Summertime Sadness
18. Video Games
19. National Anthem

## Date del tour
| Data              | Città                | Stato                | Luogo                               |
| Europa            | Europa               | Europa               | Europa                              |
| ----------------- | -------------------- | -------------------- | ----------------------------------- |
| 3 aprile 2013     | Amnéville            | Francia              | Galaxie Amnéville                   |
| 5 aprile 2013     | Copenaghen           | Danimarca            | TAP1                                |
| 6 aprile 2013     | Amburgo              | Germania             | O2World                             |
| 8 aprile 2013     | Stoccolma            | Svezia               | Annexet                             |
| 10 aprile 2013    | Oslo                 | Norvegia             | Oslo Spektrum                       |
| 12 aprile 2013    | Frederiksberg        | Danimarca            | Falkoner Salen                      |
| 13 aprile 2013    | Praga                | Repubblica Ceca      | Archa Theatre                       |
| 15 aprile 2013    | Berlino              | Germania             | Velodrom                            |
| 17 aprile 2013    | Düsseldorf           | Germania             | Mitsubishi Electric Halle           |
| 19 aprile 2013    | Vienna               | Austria              | Gasometer                           |
| 20 aprile 2013    | Francoforte sul Meno | Germania             | Jahrhunderthalle                    |
| 23 aprile 2013    | Basilea              | Svizzera             | Messe Basel                         |
| 25 aprile 2013    | Monaco di Baviera    | Germania             | Zenith                              |
| 27 aprile 2013    | Parigi               | Francia              | Olympia                             |
| 28 aprile 2013    | Parigi               | Francia              | Olympia                             |
| 30 aprile 2013    | Esch-sur-Alzette     | Lussemburgo          | Rockhal                             |
| 1º maggio 2013    | Ginevra              | Svizzera             | SEG Geneva Arena                    |
| 3 maggio 2013     | Torino               | Italia               | PalaAlpitour                        |
| 4 maggio 2013     | Monte Carlo          | Monaco               | Opéra de Monte Carlo                |
| 6 maggio 2013     | Roma                 | Italia               | PalaLottomatica                     |
| 7 maggio 2013     | Milano               | Italia               | Mediolanum Forum                    |
| 9 maggio 2013     | Madrid               | Spagna               | La Riviera                          |
| 12 maggio 2013    | Birmingham           | Regno Unito          | O2 Academy Birmingham               |
| 13 maggio 2013    | Birmingham           | Regno Unito          | O2 Academy Birmingham               |
| 16 maggio 2013    | Glasgow              | Regno Unito          | Glasgow Academy                     |
| 19 maggio 2013    | Londra               | Regno Unito          | Hammersmith Apollo                  |
| 20 maggio 2013    | Londra               | Regno Unito          | Hammersmith Apollo                  |
| 23 maggio 2013    | Manchester           | Regno Unito          | O2 Apollo Manchester                |
| 24 maggio 2013    | Manchester           | Regno Unito          | O2 Apollo Manchester                |
| 26 maggio 2013    | Dublino              | Irlanda              | Vicar Street                        |
| 27 maggio 2013    | Dublino              | Irlanda              | Vicar Street                        |
| 29 maggio 2013    | Amsterdam            | Paesi Bassi          | Heineken Music Hall                 |
| 31 maggio 2013    | Bruxelles            | Belgio               | Forest National                     |
| 2 giugno 2013     | Varsavia             | Polonia              | Torwar Hall                         |
| 4 giugno 2013     | Vilnius              | Lituania             | Siemens Arena                       |
| 10 giugno 2013    | Kiev                 | Ucraina              | Ukraine Palace                      |
| 12 giugno 2013    | Minsk                | Bielorussia          | Minsk Arena                         |
| 14 giugno 2013    | Riga                 | Lettonia             | Arena Riga                          |
| 16 giugno 2013    | Helsinki             | Finlandia            | Hartwall Areena                     |
| 5 luglio 2013     | Barcellona           | Spagna               | Palau Reial de Pedralbes            |
| 8 luglio 2013     | Malakasa             | Grecia               | Terra Vibe Park                     |
| 10 luglio 2013    | Biblo                | Libano               | Byblos Seaside Amphitheater         |
| 15 luglio 2013    | Mosca                | Russia               | Crocus City Hall                    |
| 17 luglio 2013    | San Pietroburgo      | Russia               | Palazzo del ghiaccio                |
| Nord America      |                      |                      |                                     |
| 1º agosto 2013    | Chicago              | Stati Uniti          | House of Blues                      |
| 2 agosto 2013     | Chicago              | Stati Uniti          | Grant Park                          |
| Europa            |                      |                      |                                     |
| 20 settembre 2013 | Istanbul             | Turchia              | KüçükÇiftlik Park                   |
| Nord America      |                      |                      |                                     |
| 4 novembre 2013   | Città del Messico    | Messico              | World Trade Center                  |
| Sud America       |                      |                      |                                     |
| 7 novembre 2013   | Belo Horizonte       | Brasile              | Chevrolet Hall                      |
| 9 novembre 2013   | San Paolo            | Brasile              | Chevrolet Hall                      |
| 10 novembre 2013  | Rio de Janeiro       | Brasile              | Chevrolet Hall                      |
| 12 novembre 2013  | Santiago del Cile    | Cile                 | Movistar Arena                      |
| 14 novembre 2013  | Buenos Aires         | Argentina            | Tecnópolis                          |
| Nord America      |                      |                      |                                     |
| 11 aprile 2014    | Las Vegas            | Stati Uniti          | The Chelsea                         |
| 13 aprile 2014    | Indio                | Stati Uniti          | Empire Polo Club                    |
| 15 aprile 2014    | Phoenix              | Stati Uniti          | Comerica Theatre                    |
| 18 aprile 2014    | San Francisco        | Stati Uniti          | Bill Graham Civic Auditorium        |
| 20 aprile 2014    | Indio                | Stati Uniti          | Empire Polo Club                    |
| 23 aprile 2014    | Grand Prairie        | Stati Uniti          | Verizon Theatre at Grand Prairie    |
| 25 aprile 2014    | New Orleans          | Stati Uniti          | Bold Sphere Music                   |
| 27 aprile 2014    | Miami                | Stati Uniti          | The Fillmore Miami Beach            |
| 28 aprile 2014    | Orlando              | Stati Uniti          | Hard Rock Live Orlando              |
| 1 maggio 2014     | Atlanta              | Stati Uniti          | Tabernacle                          |
| 2 maggio 2014     | Nashville            | Stati Uniti          | Ryman Auditorium                    |
| 5 maggio 2014     | Montréal             | Canada               | Centre Bell                         |
| 6 maggio 2014     | Boston               | Stati Uniti          | House of Blues Boston               |
| 8 maggio 2014     | Wallingford          | Stati Uniti          | Toyota Oakdale Theatre              |
| 10 maggio 2014    | Columbia             | Stati Uniti          | Merriweather Post Pavilion          |
| 11 maggio 2014    | Filadelfia           | Stati Uniti          | Skyline Stage at the Mann           |
| 13 maggio 2014    | Toronto              | Canada               | Sony Centre for the Performing Arts |
| 15 maggio 2014    | Detroit              | Stati Uniti          | Masonic Theater                     |
| 16 maggio 2014    | Chicago              | Stati Uniti          | Aragon Ballroom                     |
| 19 maggio 2014    | Morrison             | Stati Uniti          | Red Rocks Amphitheatre              |
| 25 maggio 2014    | Vancouver            | Canada               | PNE Amphitheatre                    |
| 27 maggio 2014    | Seattle              | Stati Uniti          | WaMu Theater                        |
| 30 maggio 2014    | Los Angeles          | Stati Uniti          | Shrine Exposition Hall              |
| Europa            |                      |                      |                                     |
| 13 giugno 2014    | Aarhus               | Danimarca            | Ådalen                              |
| 14 giugno 2014    | Bergen               | Norvegia             | Bergenhus Fortress                  |
| 20 giugno 2014    | Berlino              | Germania             | Cittadella di Spandau               |
| 21 giugno 2014    | Parigi               | Francia              | Olympia                             |
| 26 giugno 2014    | Norrköping           | Svezia               | Bråvalla Wing                       |
| 29 giugno 2014    | Pilton               | Regno Unito          | Worthy Farm                         |
| 4 luglio 2014     | Monaco               | Principato di Monaco | Monte-Carlo Sporting                |
| 5 luglio 2014     | Vilanova i la Geltrú | Spagna               | Masia d'en Cabanyes                 |
| 15 luglio 2014    | Cork                 | Irlanda              | Docklands                           |
| 17 luglio 2014    | Carcassonne          | Francia              | Théâtre Jean-Deschamps              |
| 24 agosto 2014    | Saint-Cloud          | Francia              | Parco di Saint-Cloud                |
| Nord America      |                      |                      |                                     |
| 20 settembre 2014 | Atlanta              | Stati Uniti          | Piedmont Park                       |
| 4 ottobre 2014    | Austin               | Stati Uniti          | Zilker Park                         |
| 6 ottobre 2014    | Città del Messico    | Messico              | Auditorio Nacional                  |
| 7 ottobre 2014    | Città del Messico    | Messico              | Auditorio Nacional                  |
| 9 ottobre 2014    | Monterrey            | Messico              | Cintermex                           |
| 11 ottobre 2013   | Austin               | Stati Uniti          | Zilker Park                         |
| 17 ottobre 2014   | Los Angeles          | Stati Uniti          | Hollywood Forever Cemetery          |
| 18 ottobre 2014   | Los Angeles          | Stati Uniti          | Hollywood Forever Cemetery          |